# Nate Carr
Nate Carr, född den 24 juni 1960 i Erie, Pennsylvania, är en amerikansk brottare som tog OS-brons i lättviktsbrottning i fristilsklassen 1988 i Seoul.